# Огородников, Николай Александрович
Никола́й Алекса́ндрович Огоро́дников (1872, Владимирская губерния — 1919, Москва) — русский адвокат, депутат I Государственной думы. Расстрелян в 1919 году по делу «Национального центра».

## Образование
Родился в 1872 году в мещанской семье в селе Никольское, Юрьевского уезда Владимирской губернии. Имел четырёх братьев и двух сестёр.
После окончания Ярославской гимназии поступил на Юридический факультет Московского университета. В 1893 году окончил Демидовский юридический лицей со степенью кандидата прав за сочинение: «О свободе печати и цензуре».
В 1894—1895 годах был помощником секретаря Костромского окружного суда. С 1895 года занимался адвокатской практикой, присяжный поверенный. Участвовал в крупных политических и уголовных процессах, получил известность защитой на процессе о забастовке на фабрике костромских предпринимателей братьев Зотовых в 1897 году (добился оправдания подсудимых). Учредил консультацию присяжных поверенных при Костромском окружном суде. Был участником адвокатских съездов.

Объявление о панихиде в Харькове по расстрелянным по делу «Национального центра», отслуженной о. Н. Колчицким.

Состоял членом либерального «Союза Освобождения», участвовал в земских съездах.
В 1906 году был избран членом I Государственной думы от Костромской губернии; как член Конституционно-демократической партии (Партии народной свободы) входил в состав кадетской фракции. Будучи депутатом, выступал за полную политическую амнистию, приостановление исполнения смертных приговоров вплоть до законодательной отмены смертной казни, в поддержку принципа отчуждения частновладельческих земель. Подписал Выборгское воззвание с призывом не платить налоги и бойкотировать призыв в армию, за что был приговорён к трём месяцам лишения свободы — это привело к лишению политических прав.
После Февральской революции был, как и другие «выборжцы», восстановлен в правах, с июня 1917 года — гласный Костромской городской думы. Осенью 1917 года входил в состав Временного совета Российской республики («предпарламента»).
После прихода к власти большевиков пытался организовать в Костроме саботаж государственных служащих, агитировал за всеобщую забастовку. Участвовал в деятельности нелегальных антибольшевистских организаций. Был одним из руководителей московского отделения либеральной организации «Национальный центр», фактически исполнял обязанности его секретаря. Был членом военной комиссии, осуществлял связь с участниками антисоветского заговора в Москве из числа военнослужащих.

В 1919 году был арестован. Участник антибольшевистского движения, историк С. П. Мельгунов, некоторое время находившийся вместе с ним в тюрьме, вспоминал об аресте Огородникова: 
Н. А. Огородников, связанный непосредственно с военной организацией, влип совсем глупо со своей психологией человека, далёкого от конспирации, с психологией нежелания скрываться. Этот предрассудок у многих из нас был силён. Он жил в Трубниковском пер. один в квартире. Возвращаясь ночью, видит свет у себя. Ясно, что засада. И всё-таки идёт. Оставить тюрьму ему уже было не суждено.
Осенью того же года расстрелян вместе с сыном Александром, студентом, также принимавшим участие в деятельности «Национального центра».